# Virgen de Belén (Málaga)
Virgen de Belén es un barrio perteneciente al distrito Carretera de Cádiz de la ciudad andaluza de Málaga, España. Según la delimitación oficial del ayuntamiento, limita al norte con el barrio de Los Girasoles; al este, con el polígono industrial Los Guindos y el barrio de Puerta Blanca, del que los separa la Avenida de Velázquez; y al sur y al oeste, con el barrio de Guadaljaire.

## Transporte
En autobús queda conectado mediante las siguientes líneas de la EMT: 
| Línea | Trayecto                                        | Recorrido | Frecuencia                                     |
| ----- | ----------------------------------------------- | --------- | ---------------------------------------------- |
| 3     | Paseo del Parque - Puerta Blanca                | Recorrido | 8 minutos                                      |
| 10    | Alameda Principal - Churriana                   | Recorrido | 25-30 minutos                                  |
| 19    | Paseo del Parque - Aeropuerto                   | Recorrido | 30-35 minutos                                  |
| 22    | Avda. Molière - Universidad                     | Recorrido | 10 minutos (16-18 minutos en época no lectiva) |
| 27    | Avenida M. A. Heredia - Polígono I. Guadalhorce | Recorrido | 70-80 minutos                                  |
| 31    | Alameda Principal - Mainake                     | Recorrido | 18-25 minutos                                  |
| N1    | Puerta Blanca - El Palo                         | Recorrido | 25 minutos                                     |